# Вальперс, Вильгельм Герхард
Вильге́льм Ге́рхард Ва́льперс — немецкий ботаник XIX века.

## Краткая биография
Докторская степень была присвоена ему в университете Грайфсвальда в 1839 году.
Им описано монотипное семейство растений Анцистрокладовые (Ancistrocladaceae Planch. ex Walp. nom. cons.), а также некоторые известные виды, например:
- Мака перуанская (Lepidium meyenii Walp.)
- Ирга азиатская (Amelanchier asiatica (Siebold et Zucc.) Endl. ex Walp.)

Именем Вальперса назван род растений Walpersia Harv. (1862) из семейства Бобовые.

## Работы
- «Animadversiones criticae in Leguminosas Capenses Herbarii Regii Berolinensis», 1839
- «Repertorium botanices systematicæ» (6 томов, 1842—1847)
- «Annales botanices systematicæ»[1] (3 тома, 1848—1853).